# 甜蜜女孩
〈甜蜜女孩〉（英語："Sweet Creature"）是英國歌手及詞曲家哈利·斯泰爾斯於2017年為他首張個人專輯所錄製的一首歌曲。這首歌是由斯泰爾斯和凱德·哈普爾共同創作，後製則由傑夫·巴斯克、亞歷克斯·沙力比安及泰勒·強森負責。這首歌也是《哈利時代》這張專輯的宣傳單曲。